# Helen Sawyer Hogg

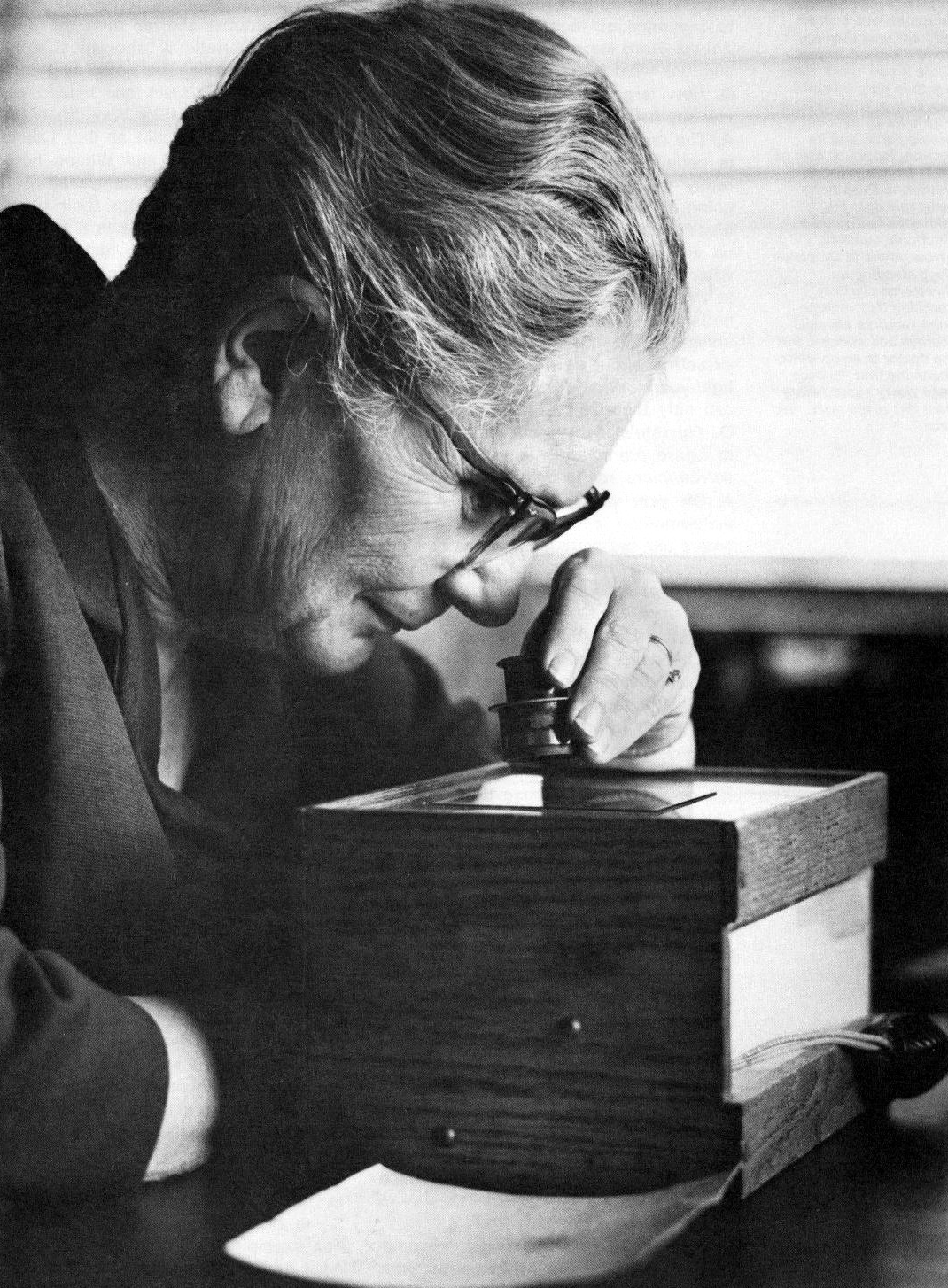
Helen S. Hogg im Jahr 1969

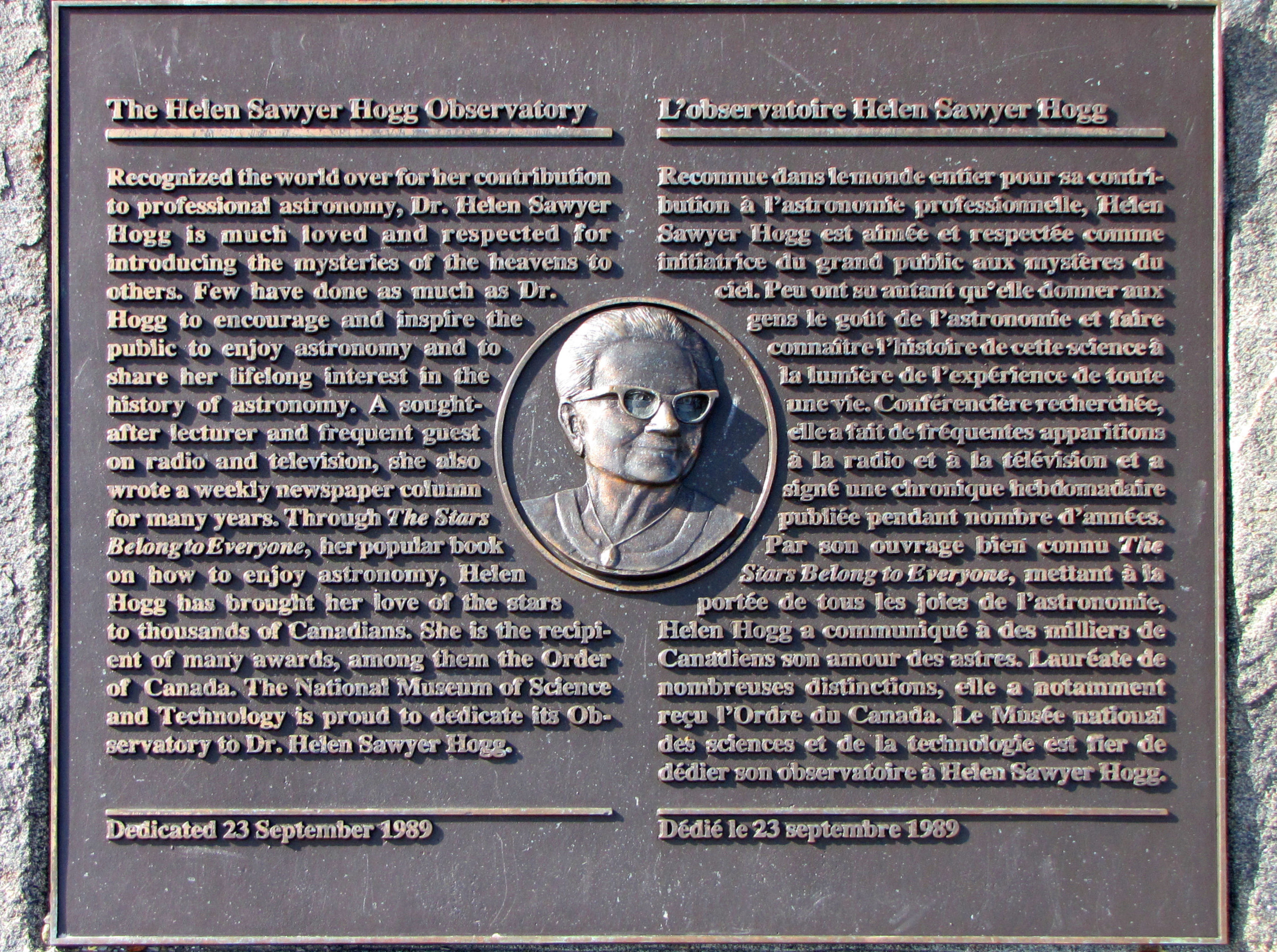
Gedenktafel für Helen Sawyer Hogg am Canada Museum of Science and Technology

Helen Battles Sawyer Hogg, CC (* 1. August 1905 in Lowell (Massachusetts); † 28. Januar 1993 in Richmond Hill, Ontario) war eine kanadische Astronomin, die durch eine von 1951 bis 1981 bestehende astronomische Kolumne bekannt wurde.
Sie studierte zunächst Chemie und graduierte 1926 am Mount Holyoke College, wo sie eine Studentin der Astronomin  Anne Sewell Young  war. Anschließend ging sie auf Einladung von Annie Jump Cannon zum Harvard-College-Observatorium. Dort arbeitete sie zusammen mit Harlow Shapley über Sternhaufen und veröffentlichte mehrere Aufsätze. Sie erhielt 1928 ihren Master-Abschluss in Astronomie und wurde 1931 vom Radcliffe College promoviert.
Ihren Kommilitonen, den Astronomen Frank Scott Hogg, heiratete sie 1930, mit ihm hatte sie drei Kinder. Im Jahre 1931 zogen die beiden nach Victoria in Kanada, wo Hogg am Observatorium tätig war. 1935 zogen sie nach Ontario, wo ihr Ehemann an der Universität Toronto forschte und sie ebenfalls eine Anstellung am David Dunlap Observatory bekam. Frank Hogg war von 1946 bis zu seinem Tod 1951 Direktor des Observatoriums. 1957 erhielt Helen Hogg an der Universität Toronto eine volle Professur und emeritierte 1976.
Über sechs Jahrzehnte publizierte sie zahlreiche Arbeiten und wurde zu einer der führenden beobachtenden Astronomen. Nach dem Tod ihres Mannes übernahm sie dessen Kolumne With the Stars in der Zeitschrift Toronto Star, die sie dreißig Jahre lang schrieb.
1985 heiratete sie erneut, den emeritierten Englisch-Professor Francis Ethelbert Louis Priestley (* 1905; † 1988). Sie starb 1993 an einem Herzanfall.
Sie gewann den Annie-Jump-Cannon-Preis für Astronomie 1949 und den Klumpke-Roberts Award 1983. 1968 wurde sie zum Offizier des Order of Canada ernannt und 1976 zum Companion erhoben. 1981 verlieh ihr die Saint Mary’s University Halifax die Ehrendoktorwürde. Am 20. Mai 2004 wurde sie auf Vorschlag von John Percy in die Canadian Science and Engineering Hall of Fame aufgenommen. Sie war Präsidentin der Canadian Astronomical Society.
Der Asteroid (2917) Sawyer Hogg ist nach ihr benannt.